# Calcio d'angolo

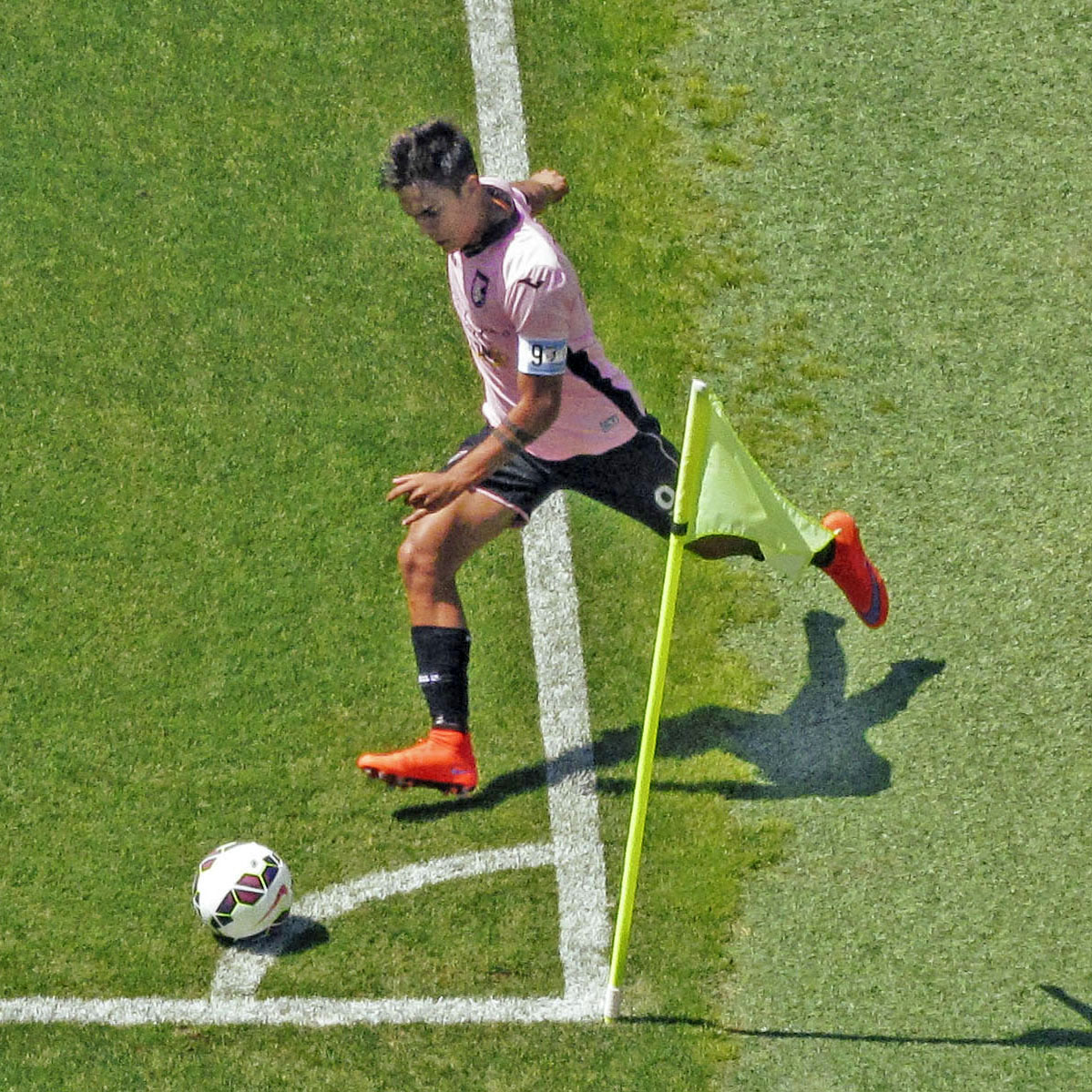
Il calciatore argentino Paulo Dybala intento a battere un calcio d'angolo con il Palermo, nel 2015.

Il calcio d'angolo, chiamato anche corner dal termine inglese che significa appunto «angolo», è la ripresa di gioco impiegata nel calcio quando il pallone esce dal terreno di gioco passando per la linea di porta senza che sia stato segnato un gol e con l'ultimo tocco del pallone compiuto da un calciatore della squadra difendente. 
A disciplinare tale calcio piazzato è il punto 17 del Regolamento.

## Regolamentazione

### Area d'angolo
L'area d'angolo è posta in ciascun vertice del terreno di gioco e delimitata, con segnatura obbligatoria, dall'arco (con raggio di un metro) e dai due lati dell'angolo stesso. Al vertice dell'angolo è obbligatoria la presenza di una bandierina con asta dell'altezza minima di 150 cm: il danneggiamento o la rimozione della stessa comportano, tassativamente, il cartellino giallo per il calciatore che se ne renda colpevole.
In via sperimentale e circoscritta a manifestazioni non ufficiali, è stato introdotto il «corner corto», eseguito dall'intersezione tra l'area di rigore e la linea di fondo qualora l'uscita del pallone dal campo avvenga dall'area suddetta.

### Regolamentazione

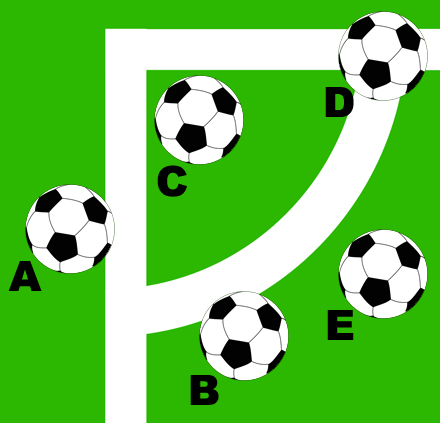
Esempi di posizione del pallone per il calcio d'angolo; le posizioni A, B, C e D sono corrette, la posizione E è scorretta poiché totalmente esterna all'area d'angolo e alle linee che la delimitano.

Il calcio d'angolo si esegue dall'area d'angolo più vicina al punto in cui il pallone è uscito dal terreno di gioco. Il pallone può essere posto in un qualsiasi punto dell'area d'angolo; in particolare, poiché tutte le linee di segnatura sono considerate parte dell'area che esse delimitano, il pallone si può posizionare anche sull'arco d'angolo o su uno dei lati dell'angolo stesso, purché la sua circonferenza sia almeno parzialmente sulla linea di segnatura e non totalmente all'esterno di essa. Il pallone dev'essere fermo e dovrà essere calciato da un giocatore della squadra attaccante.
L'esecutore del calcio d'angolo, dopo aver battuto, non può giocare il pallone una seconda volta senza che vi sia stato il tocco di un altro calciatore: il provvedimento in tal caso è la concessione agli avversari di un calcio di punizione indiretto; qualora il contatto irregolare avvenga con le mani verrà assegnata una punizione diretta.
Durante la battuta del calcio d'angolo è prescritto agli altri giocatori il rispetto della distanza minima di 9,15 m: in caso di mancata osservazione della norma l'arbitro può ordinare la ripetizione del corner, provvedimento cui si ricorre anche per scorrettezze inerenti la battuta stessa, come il posizionamento errato del pallone.
Il pallone viene considerato in gioco non appena calciato e in movimento; alla squadra in attacco non è consentito ostruire irregolarmente la visuale degli avversari, per esempio con «blocchi».
Il calcio d'angolo è utilizzato come ripresa di gioco anche in caso di autogol realizzato dalla squadra che beneficia di un calcio piazzato, circostanza vietata dal regolamento; in tal caso, il calcio d'angolo viene concesso agli avversari.
A partire dagli anni duemila, il regolamento proibisce ai raccattapalle di posizionare il pallone sul terreno per i calci d'angolo: un'agevolazione in tal senso alla ripresa del gioco è stata infatti considerata antisportiva, in quanto può sorprendere gli avversari.

### Gol su calcio d'angolo
Il regolamento considera valido il gol segnato direttamente dal calcio d'angolo, purché la rete avvenga nella porta avversaria: la marcatura diretta da corner è detta anche «gol olimpico». L'IFAB codificò la possibilità di segnare su corner nel 1924, ma negli anni successivi emerse un'importante lacuna: la norma non specificava infatti il numero di tocchi che un calciatore potesse effettuare prima della rete, rendendo in teoria regolamentare l'azione personale che cominciasse dal punto di battuta e terminasse con la conclusione a tiro. La regola venne quindi modificata, impedendo un secondo tocco consecutivo all'esecutore del calcio d'angolo.